# Ruben Rodrigues
Ruben da Rocha Rodrigues (Oliveira de Azeméis, 2 augustus 1996) is een Portugese voetballer die opgroeide in Nederland en als aanvaller speelt. Hij verruilde medio 2020 FC Den Bosch voor Notts County FC. In 2023 maakte hij de overstap naar Oxford United.

## Clubcarrière
Ruben Rodrigues is geboren in Portugal maar verhuisde als kleuter naar Nederland. Hij begon op achtjarige leeftijd met voetballen bij VV Boskant en kwam in de jeugd al kort uit voor FC Den Bosch waar hij werd weggestuurd. Vervolgens belandde hij bij de amateurs van Wilhelmina Boys (waar hij vanaf 2015 in twee seizoenen 68 keer scoorde) en VV Gemert.
FC Den Bosch haalde de aanvaller in de winterstop van het seizoen van seizoen 2017-2018 op amateurbasis terug naar de club. Hij trainde vervolgens een half seizoen bij FC Den Bosch, maar bleef zijn wedstrijden spelen voor VV Gemert. Zijn contract van twee seizoenen ging in tijdens de zomer van 2018. Rodrigues maakte zijn debuut op 17 augustus 2018 in de uitwedstrijd tegen FC Volendam (1-2). Tijdens deze wedstrijd kwam hij in de 61e minuut in het veld voor Stefano Beltrame. Hij speelde in het seizoen 2018-2019 zowel voor de hoofdmacht van FC Den Bosch als voor Jong FC Den Bosch (het reserveteam) in de Hoofdklasse. In januari 2019 werd Rodrigues tot het einde van het seizoen verhuurd aan De Treffers dat in de Tweede divisie speelt. In het seizoen 2019/20 kreeg hij weer een kans bij Den Bosch. Rodrigues werd basisspeler en scoorde veelvuldig. In augustus 2020 ging hij naar Notts County FC dat uitkomt in de National League. In 2023 promoveerde de Portugees met Notts County naar het profvoetbal, de League Two. In de play-off finale tegen Chesterfield FC maakte hij in de verlenging de 2-2, waarna zijn ploeg het duel na strafschoppen won. Hij tekende vervolgens een contract bij derdedivisionist Oxford United.